# Twister (1989)
Twisteris een Amerikaanse filmkomedie uit 1989, geregisseerd door Michael Almereyda. De film is gebaseerd op de roman Oh! uit 1981 van Mary Robison.

## Verhaal
De excentrieke familie Cleveland uit Kansas wordt gevangen genomen op hun boerderij door een naderende orkaan. De vader van het gezin is de gepensioneerde frisdrankmagnaat Eugene. Zijn twee volwassen kinderen Maureen en Howdy wonen ook bij hem thuis.

## Rolverdeling
| Acteur             | Personage         |
| ------------------ | ----------------- |
| Harry Dean Stanton | Eugene Cleveland  |
| Suzy Amis          | Maureen Cleveland |
| Crispin Glover     | Howdy Cleveland   |
| Dylan McDermott    | Chris             |
| Jenny Wright       | Stephanie         |
| Charlayne Woodard  | Lola              |
| Lois Chiles        | Virginia          |
| Tim Robbins        | Jeff              |